# Liberia na Mistrzostwach Świata w Lekkoatletyce 2017
Liberia na Mistrzostwach Świata w Lekkoatletyce 2017 – reprezentacja Liberii podczas Mistrzostw Świata w Londynie liczyła 1 zawodnika, który nie zdobył medalu.

## Rezultaty
| Zawodnik        | Konkurencja        | Preliminaries | Preliminaries | Eliminacje | Eliminacje | Półfinał | Półfinał | Finał    | Finał   |
| Zawodnik        | Konkurencja        | Rezultat      | Pozycja       | Rezultat   | Pozycja    | Rezultat | Pozycja  | Rezultat | Pozycja |
| --------------- | ------------------ | ------------- | ------------- | ---------- | ---------- | -------- | -------- | -------- | ------- |
| Emmanuel Matadi | Bieg na 100 metrów | 10,27         | 6. Q          | 10,24      | 22. q      | 10,20    | 14.      | NQ       | NQ      |